# Pirkkola

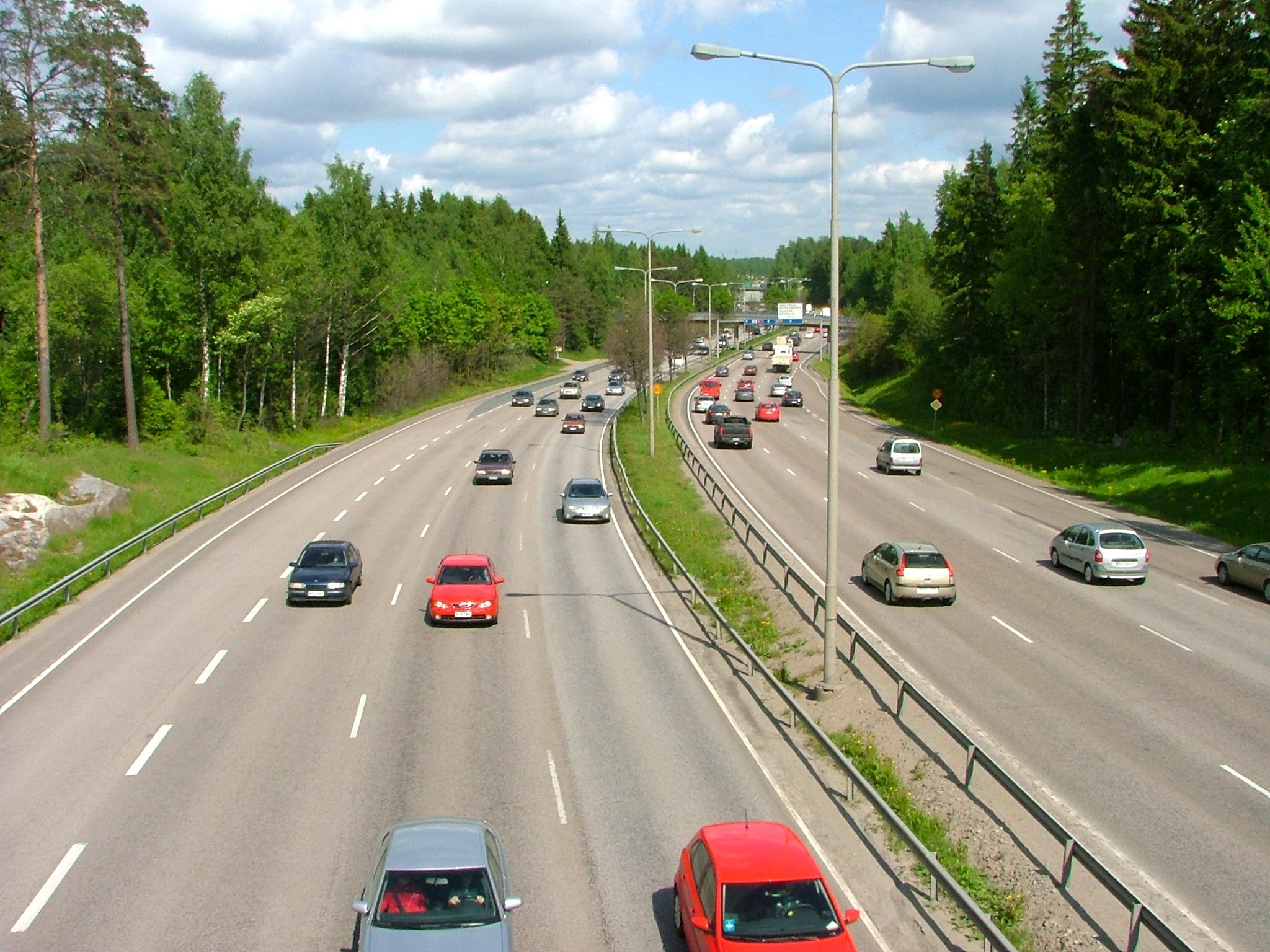
La route périphérique Kehä I traverse le Parc central d'Helsinki. Pirkkola (à gauche)

Pirkkola (en suédois : Britas) est une section du quartier de Oulunkylä et fait partie du district de Maunula  à Helsinki, en Finlande

## Description
La section de Pirkkola a une superficie de 0,97 km2, sa population s'élève à 498 habitants(1.1.2009) et il offre 282 emplois (31.12.2005).